# Ковалевський Борис Павлович
Борис Павлович Ковалевський (7 серпня 1922, село Кропивна — 27 жовтня 1994, Київ) — український 
радянський учений-історик, педагог. Доктор історичних наук (з 1971 року), професор (з 1976 року).

## Біографія
Народився 7 серпня 1922 року в селі Кропивній (нині Брянської області, РФ). У 1940 році закінчив педагогічне училище, працював вчителем неповної середньої школи.
З 1941 року брав участь у німецько-радянській війні: воював на Північно-Західному, Волховському, 1-му, 2-му, 3-му Прибалтських, 1-му та 2-му Білоруських фронтах.
У 1950 році закінчив історичний факультет Дніпропетровського державного університету. Від 1951 року перебував на партійній роботі. У 1954—1958 роках — аспірант Академії суспільних наук при ЦК КПРС. Кандидатська дисертація «Зміцнення союзу робітничого класу і селянства в перший період боротьби за крутий підйом сільського господарства (1953—1957)».
З 1958 до червня 1964 року — завідувач сектору суспільних наук відділу науки і культури ЦК КПУ.
У червні 1964 — жовтні 1966 року — заступник голови Державного комітету Ради міністрів УРСР по пресі — начальник Головного управління по охороні військових і державних таємниць у пресі при РМ УРСР (Головліту).
У 1966–1972 роках — завідувач відділу історії комуністичного будівництва Інституту історії АН УРСР. Докторська дисертація «Подальше зміцнення союзу робітничого класу і колгоспного селянства в період комуністичного будівництва 1959—1970 рр. (на матеріалах Української РСР)» (1971). 
У 1973–1979 роках — заступник міністра вищої та середньої спеціальної освіти Української РСР. У 1979–1984 роках — директор Центральної наукової бібліотеки АН УРСР. Від 1984 року на педагогічній роботі: завідувач кафедри Київського автодорожного інституту.
Досліджував історію робітничого класу і колгоспного селянства України. Помер у Києві 27 жовтня 1994 року.